# Ґринделія
Ґринделія (Grindelia) — рід рослин з Америки, що належить до родини айстрових. Рід був названий на честь латвійського ботаніка Давида Ієроніма Ґринделя, 1776–1836.
Це трав'янисті рослини або напівчагарники з однорічним, дворічним або багаторічним життєвим циклом. Квіткові суцвіття складаються з численних жовтих дискових квіток (зазвичай від 100 до 200) та від нуля до шістдесяти і більше жовтих або помаранчевих пелюсткових квіток. Ґринделія розчепірена (Grindelia squarrosa), рослина з яскраво-жовтими квітами, природно поширеними на більшій частині Сполучених Штатів, а ґринделія робуста, знайдена в західних штатах, — це прибережний чагарник, який, як вважають, має кілька лікувальних застосувань. Grindelia cuneifolia, зустрічається в солонуватих прибережних болотах західної Північної Америки, наприклад, у деяких частинах периметра затоки Сан-Франциско. Рід походженням з Південної Америки, Мексики та західної Північної Америки, хоча деякі види були інтродуковані та натуралізовані у Східній Північній Америці та в Старому Світі.
Види ґринделії використовуються як харчові рослини личинками деяких видів лускокрилих, включаючи Schinia mortua.

## Види
Існує багато видів, у тому числі: 
- Grindelia aegialitis - провінція Буенос-Айрес
- Grindelia aggregata - Британська Колумбія
- Grindelia andina - Чилі
- Grindelia anethifolia - Чилі, Аргентина
- Grindelia arizonica - США (Аризона, Нью-Мексико, Юта, Колорадо), Коавіла, Чіуауа, західний Техас
- Grindelia boliviana - Болівія, Перу, Аргентина
- Grindelia brachystephana - Перу, Аргентина
- Grindelia buphthalmoides - Уругвай, Ріу-Ґранді-ду-Сул, провінція Буенос-Айрес
- Grindelia cabrerae - північна Аргентина
- Grindelia chacoensis - північна Аргентина, Параґвай
- Grindelia chiloensis - Чилі, Аргентина
- Grindelia ciliata - західні і центральні США
- Grindelia confusa - Чіуауа
- Grindelia coronensis - південна Аргентина
- Grindelia covasii - північна Аргентина
- Grindelia decumbens - Колорадо, Нью-Мексико
- Grindelia eligulata - Нуево-Леон, Коавіла, Чіуауа
- Grindelia fraxinipratensis - Каліфорнія, Невада
- Grindelia globularifolia - північна Аргентина
- Grindelia glutinosa - Тарапака, Перу
- Grindelia grandiflora - Коавіла, Техас
- Grindelia greenmanii - Нуево-Леон, Коавіла, Сан-Луіс-Потосі
- Grindelia havardii - Техас, Нью-Мексико
- Grindelia hintoniorum - Нуево-Леон
- Grindelia hirsutula - Каліфорнія
- Grindelia howellii - Айдахо
- Grindelia integrifolia - Орегон Вашинґтон Британська Колумбія
- Grindelia inuloides - від Коавіла до Оахака
- Grindelia lanceolata - США (більшість південних рівнин), Нуево-Леон
- Grindelia linearifolia - Уругвай
- Grindelia macvaughii - Халіско
- Grindelia mendocina - північна Аргентина
- Grindelia microcephala - Texas
- Grindelia nelsonii - Халіско, Коліма, Мічоакан
- Grindelia nuda - Colorado, New Mexico, Техас, Oklahoma
- Grindelia oaxacana - Oaxaca
- Grindelia obovatifolia - Нуево-Леон
- Grindelia oolepis - Texas
- Grindelia orientalis - Uruguay
- Grindelia oxylepis - New Mexico, Чіуауа, Коавіла, Durango, San Luis Potosí, Colima
- Grindelia palmeri - San Luis Potosí
- Grindelia patagonica - Аргентина
- Grindelia prostrata - північна Аргентина
- Grindelia prunelloides - Chile, southern Аргентина
- Grindelia puberula - Ріу-Ґранді-ду-Сул, Аргентина, Парагвай
- Grindelia pusilla - Техас, Коавіла
- Grindelia pygmaea - південна Аргентина
- Grindelia ragonesei - північна Аргентина
- Grindelia robinsonii - San Luis Potosí, Hidalgo
- Grindelia robusta - California, Baja California, Baja California Sur
- Grindelia rupestris - Ріу-Ґранді-ду-Сул, Uruguay
- Grindelia scabra - Техас, New Mexico, Coahuila
- Grindelia scorzonerifolia - Аргентина, Парагвай, Brazil, Uruguay
- Grindelia squarrosa - much of USA + Canada
- Grindelia stricta - west coast of North America (California to Alaska)
- Grindelia subalpina - Colorado, New Mexico, Wyoming
- Grindelia subdecurrens - San Luis Potosí, Zacatecas, Aguascalientes
- Grindelia sublanuginosa - Jalisco
- Grindelia tarapacana - Tarapacá, Peru
- Grindelia tehuelches - Аргентина
- Grindelia tenella - Нуево-Леон, San Luis Potosí, Tamaulipas
- Grindelia turneri - Нуево-Леон
- Grindelia ventanensis провінція Буенос-Айрес
- Grindelia vetimontis - Нуево-Леон
- Grindelia villarrealii - Нуево-Леон